# Кваша

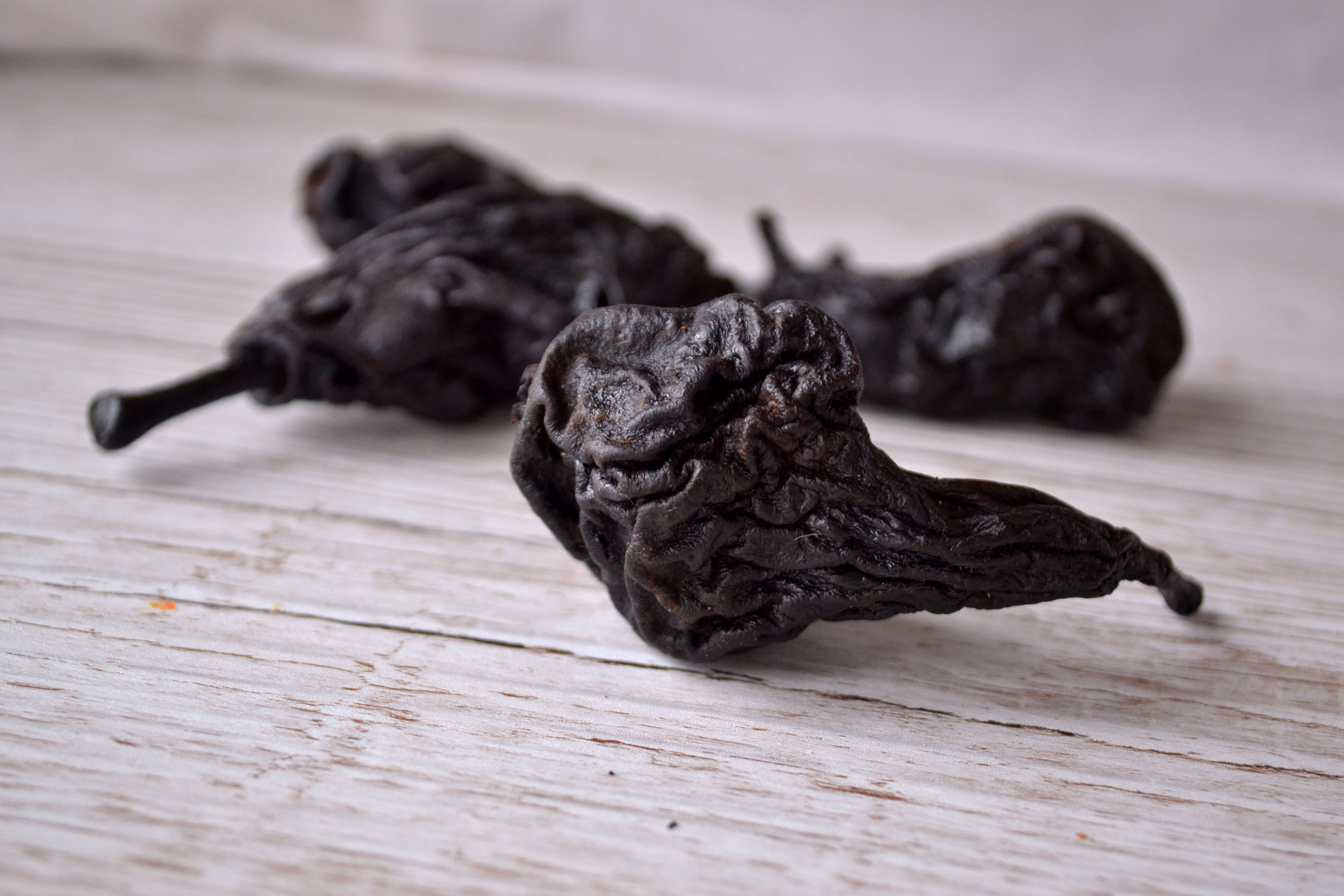
В'ялена груша

Ква́ша — страва з гречаного та/чи житнього борошна з солодом, подібна до густого киселю.
Квашу готували з двох частин житньої та однієї частини гречаного борошна, а також невеликої кількості борошна з житнього солоду. Борошно змішували, запарювали окропом, розводили до густини рідкого тіста і ставили на ніч у тепле місце для скисання. Таке кисло-солодке молоде тісто вранці варили у горщику, уважно стежачи, щоб кваша «не втекла», і вживали на сніданок чи вечерю або як третю (солодку) обідню страву. Влітку квашу заправляли садовими ягодами, взимку — свіжою калиною, сушеними, вареними й товченими грушами.
У Правобережній Україні існував інший спосіб виготовлення кваші. Брали три горщики з окропом і в кожен всипали, поступово вимішуючи, щоб не було грудок, кукурудзянє, житнє та ячне солодове борошно. Потім всі три тіста змішували разом, уквашували у теплі й варили.
Кваша вважалася ласощами, її дуже любили, вихваляючи: 
|  | Така кваша, якби й наша; Як кваша ся вдасть, дівка ся віддасть |

Нинішня народна кухня втратила цю самобутню страву.